# 港町 (静岡市)
港町（みなとちょう）は、静岡市清水区の地名。現行行政地名として港町一丁目と港町二丁目から成る。住居表示は実施済み。

## 地理
北で入船町と富士見町、南東で日の出町、南で築地町、西で清水町と本町に隣接する。
町を東西に縦貫する「エスパルス通り」の歩道には、清水エスパルス歴代の監督・選手・コーチの足型（キーパーは手型）が埋め込まれており、商店が軒を連ねる。町内にはフェルケール博物館や清水マリンパークがある。

## 歴史

### 沿革
- 1905年（明治38年）6月23日 - 清水受新田が清水町受新田から改称。
- 1924年（大正13年）2月11日 - 清水町が入江町、不二見村、三保村と合併して清水市が発足。
- 1934年（昭和9年）5月1日 - 清水受新田の一部より港町一丁目・港町二丁目・港町三丁目・港町四丁目が、分割され新設。
- 1976年（昭和51年）7月1日
  - 港町一丁目に、港町二丁目・港町三丁目・港町四丁目の各一部を編入し住居表示化。
  - 港町二丁目に、港町一丁目・港町三丁目・港町四丁目の各一部を編入し住居表示化。
  - 港町三丁目・港町四丁目は全域が港町一丁目・港町二丁目に分割編入され消滅。
- 1991年 (平成3年）5月3日 - フェルケール博物館が開館した。
- 2003年（平成15年）4月1日 - 清水市が静岡市と合併し、改めて静岡市が発足。港町は「清水港町」に改称。
- 2005年（平成17年）4月1日 - 静岡市が政令指定都市に移行し、旧町域は清水区となる。清水港町は「港町」に改称。

## 世帯数と人口
2021年（令和3年）9月30日現在の世帯数と人口は以下の通りである。
| 大字       | 世帯数  | 人口  |
| ---------- | ------- | ----- |
| 港町一丁目 | 95世帯  | 161人 |
| 港町二丁目 | 230世帯 | 464人 |
| 合計       | 325世帯 | 625人 |

## 小・中学校の学区
市立小・中学校に通う場合、学区は以下の通りとなる。
| 番・番地等 | 小学校             | 中学校                 |
| ---------- | ------------------ | ---------------------- |
| 全域       | 静岡市立清水小学校 | 静岡市立清水第三中学校 |

## 交通

### 鉄道
- 町内に鉄道はない。

### バス
- しずてつジャストライン
  - 「港橋」停留所
  - 「波止場フェルケール博物館」停留所

### フェリー
- 清水港遊覧船（富士山清水みなとクルーズ遊覧船のりば）
- 清水港水上バス（日の出のりば）

### 道路
- 国道149号
- 静岡県道75号清水富士宮線
- エスパルス通り

## 施設
- 清水マリンパーク
- フェルケール博物館
- 清水港船宿記念館「末廣」
- 浪漫館
- 巴包装本社事業所
- 天野回漕店 本社